# Majordomus

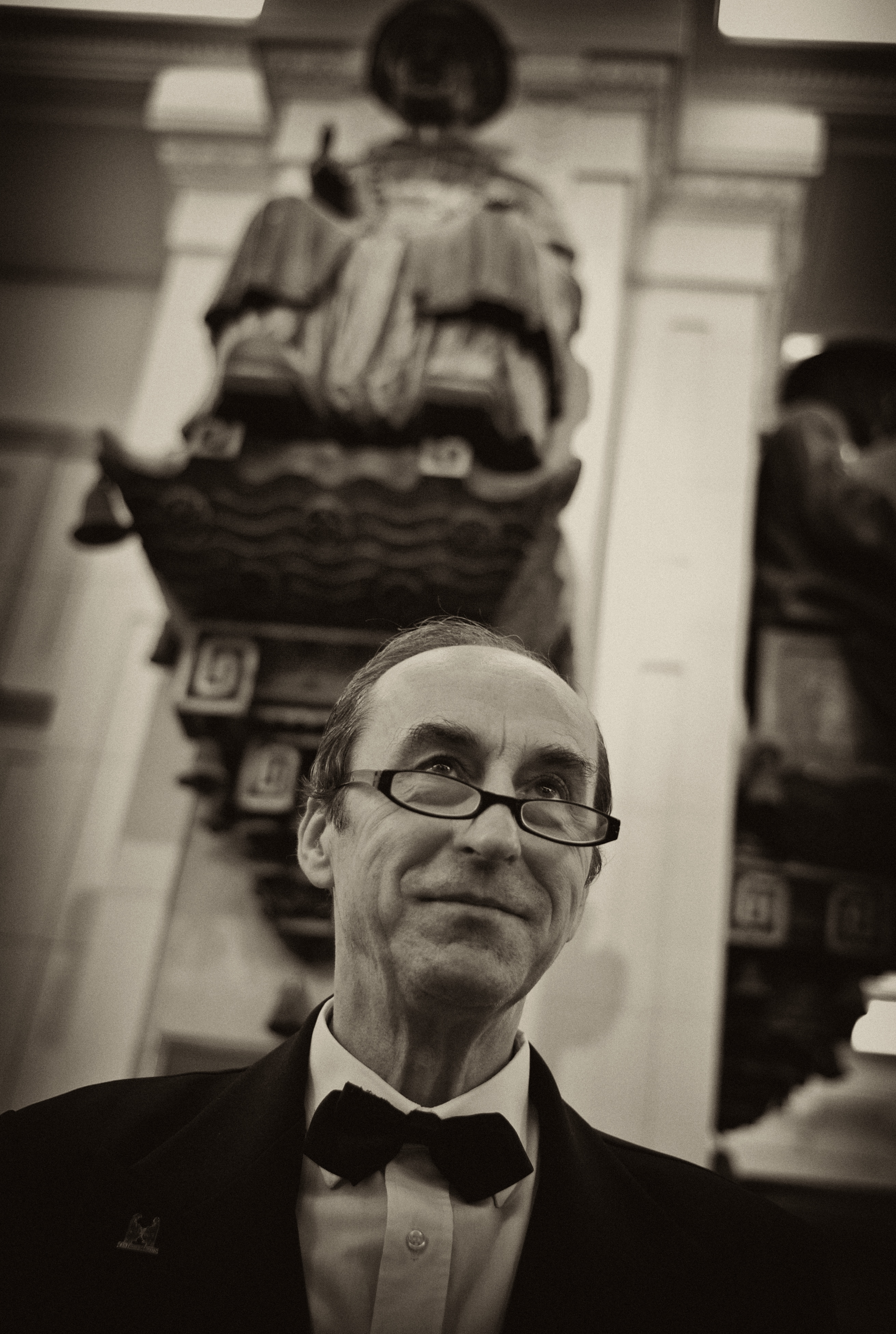
Majordomus hotelu Deux Magots v Paříži

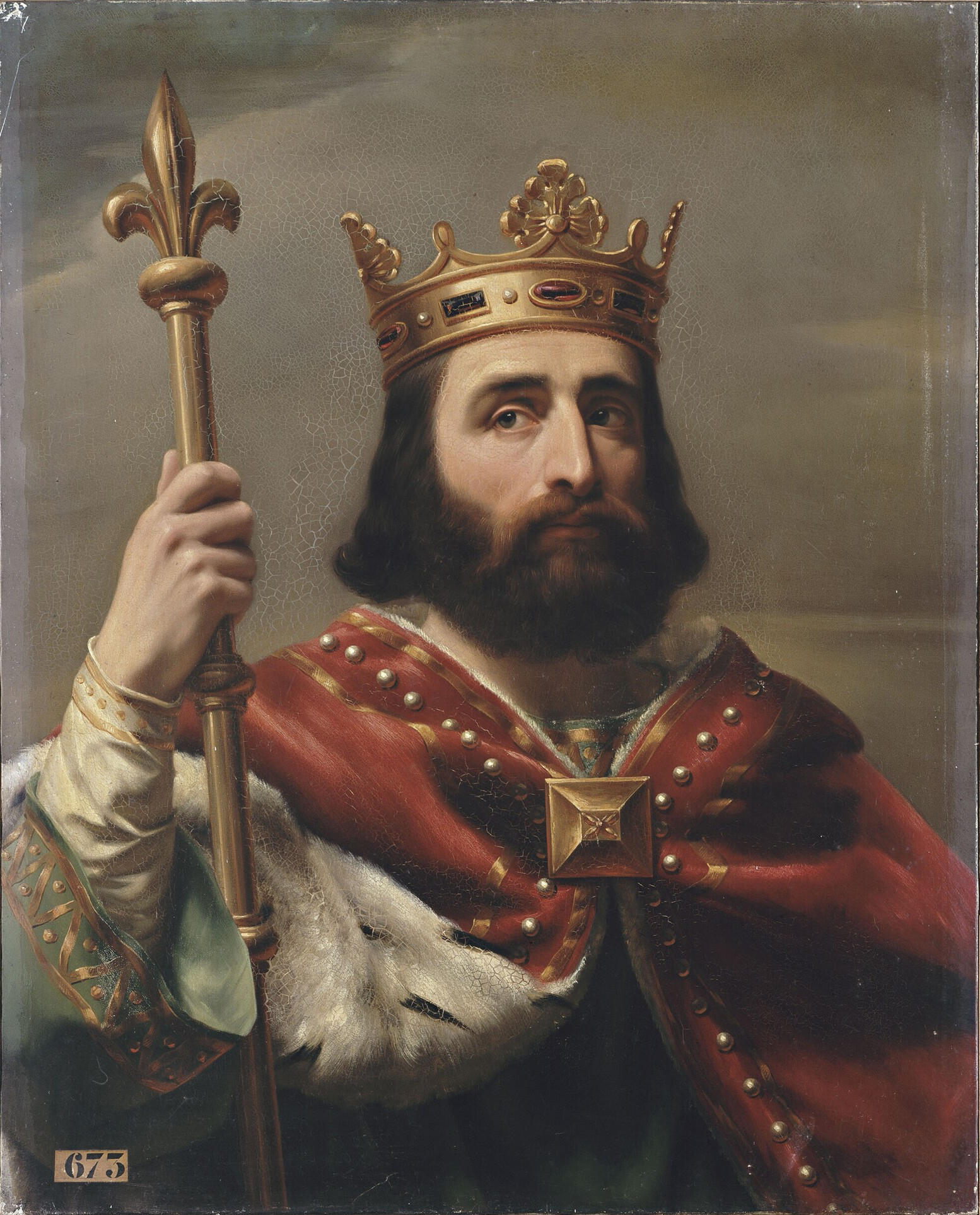
Pipin III. Krátký měl tak silnou pozici majordoma, že svrhnul krále Childericha III. a sám se prohlásil králem

Majordomus, zkráceně též majordom je titul správce nemovitosti, zodpovědný za vedení a chod domácnosti, residence, či hotelu. Dohlíží na veškerý zaměstnaný personál, aby prováděl své úkoly správně a efektivně. V raném středověku byl titulem majordoma označen správce šlechtického dvora nebo královského dvora, který byl nadřízeným veškerého služebnictva. Ve Franské říši byli majordomové správci královského paláce, kteří v důsledku úpadku dynastie Merovejců na sebe postupně převzali nejen další práva, ale i moc panovníka. Někteří z nich se svými činy proslavili a vešli do dějin. Do francouzštiny se titul překládal jako maire du palais. V přeneseném významu pak bylo toto slovo ještě donedávna užíváno jako synonymum pro statutárního správce nějakého domu, panovnického dvora či velké domácnosti, kde majordomus zodpovídá za práci veškerého služebnictva.

## Významní majordomové
Majordomové ve Franské říši v důsledku úpadku dynastie Merovejců postupně přebírali všechna práva a moc panovníka. Ustanovovali úředníky, vydávali listiny, zákony a vedli války jménem panovníka. Jeden z nejvýznamnějších franských majordomů byl Karel Martel, který roku 732 zastavil arabskou expanzi do Evropy v bitvě u Tours, též známé jako bitva u Poitiers. Po vítězné bitvě byli Arabové vytlačeni zpět za Pyreneje. Po jeho smrti v roce 741 jeho syn Pipin krátký získal natolik silnou pozici majordoma, že s pomocí papeže v roce 751 svrhnul posledního merovejského panovníka Childericha III. a prohlásil se králem z dynastie Karlovců. Úřad majordoma královského paláce byl následně zrušen.

## Možná etymologie slova
Jedná se zjevně o složeninu z latinských slov major (hlavní, vrchní, první) a domus (hospodářství, dům, palác) - tedy první člověk či správce v nějakém domě. 
Slovo dům, latinsky domus nebo familia, řecky oikos znamená původně celé hospodářství jako samostatnou jednotku v čele s hospodářem, dále jeho rodinu, nesvobodnou čeleď či otroky, dobytek, půdu i budovy. Později také palác či panovnický dvůr a odtud jako metafora také širší panovnickou rodinu a domácnost. Do tohoto domu obvykle patřili všichni legitimní potomkové vládnoucího rodu, např. Habsburský dům, což byl pojem, jenž souhrnně zahrnoval všechny habsburské arcivévody včetně jejich manželek a neprovdaných arcivévodkyň.